# Ana Matías Rendón
Ana Matías Rendón es una escritora mexicana, promotora cultural y editora. Es autora de los libros La discursividad indígena: caminos de la Palabra escrita (ensayo), Entreverados (cuentos), Espacio-tiempo mixe (ensayo), Matsa’a: una historia mixe (novela), Historias de transición (antología de cuentos), entre otros; también ha publicado en diferentes diarios, revistas y antologías. 

## Biografía
Ana Matías es una indígena migrante. Debido a sus carencias económicas tuvo que  trabajar desde muy niña, ha tenido más de cincuenta empleos. Estas situaciones le dan un sello distintivo a su producción literaria y a su filosofía. Matías es "Licenciada en Filosofía y Maestra en Estudios Latinoamericanos en Filosofía por la Universidad Nacional Autónoma de México UNAM, con especialidad en Literatura Mexicana del Siglo XX por la Universidad Autónoma Metropolitana UAM." Es una ávida investigadora de las culturas originarias de México y Latinoamérica, entre las que destacan la cultura mixe, nahua, maya, mixteca,  zapoteca, mapuche, quechua y aimara.
Es profesora de diferentes niveles educativos, además de tallerista. En el 2018 impartió el  Taller de Apreciación de la Literatura Indígena. Ha sido directora de la Revista Sinfín. En el año 2016 fue invitada a colaborar en el Concurso 1x1 de traducción de poesía en lenguas indígenas y extranjeras, también se ha desempeñado como redactora y editora.

## Obra
Matías empezó a publicar en la revista de la Casa de la Cultura de Oaxaca, llamada Palabrarte. En la Ciudad de México publica en el año 2012 una reflexión a partir de una convocatoria dirigida a mujeres indígenas, la cual se publicó por el Instituto Nacional de Lenguas Indígenas INALI en el libro Pensamiento y Voz de Mujeres Indígenas.
Tras los sucesos lamentables de los jóvenes desaparecidos en Iguala, Ana Matías participa en varias manifestaciones y después junto a compañeros de la Revista Sinfín deciden sacar una antología poética; así, edita el libro colectivo Los 43 Poetas por Ayotzinapa. En una entrevista que le realizan a razón del movimiento por Ayotzinapa y la intervención poética que coordinó sostiene que no solo las manifestaciones políticas contribuyen al cambio social, pues la cultura y, particularmente, la poesía aporta a la conciencia social. Ana es una filósofa de conciencia social, tal vez porque su vida ha estado llena de carencias al ser indígena ha simpatizado con las causas sociales, así es común verla en diferentes acciones sociales.
En su libro Historias de transición recoge muchas de las historias que como indígena migrante ha tenido que experimentar y de otras personas. Ignacio Corona ha señalado con respecto a la temática de migración que las narrativas de la ciudad de Matías son crónicas urbanas, así dice: la "crónica urbana del migrante indígena, la de Rendón, por ejemplo, no sólo puede ofrecer una perspectiva crítica, sino también una contra-discursividad de carácter descolonial".Por ello, su escritura se ha caracterizado como desterritorializada.
En su novela Matsa’a: una historia mixe recoge relatos familiares de un pueblo de Oaxaca. Cabe señalar que el primer capítulo fue leída durante el 2° Coloquio de Literatura y Creación de la UACM en 2015, con muy buena recepción, aunque la novela se publicó en el año 2018. Para la investigadora Guillermina Laura Peña-Sandoval esta novela es el antecedente del ensayo Espacio-tiempo mixe (2022), en el que la autora presenta algunas de sus reflexiones a manera narrativa, pues en ambas obras hay un proceso de generación de conocimiento: "Esta creación de conocimiento se hace a partir de fundamentos nativos, y concretamente desde la visión mixe del espacio-tiempo".
En su ensayo La discursividad indígena: caminos de la Palabra escrita escribe sobre la forma en que los discursos se han transformado después de la llegada de los españoles. Es un ensayo filosófico, histórico y literario en el que analiza las formas del discurso náhuatl, maya, quechua y mapuche en un esfuerzo extraordinario por ir comparando las diferentes discursividades a lo largo del tiempo. El libro se presentó en la Facultad de Filosofía y Letras en mayo de 2019. Matías Rendón abre líneas en la filosofía para repensar los temas de los pueblos originarios, su apuesta ha sido desarrollar ensayos en los que se cite a escritores y sabios indígenas como filósofos que poco han sido reconocidos por la mirada eurocéntrica que niega que estén a la altura de la filosofía occidental. Los temas que desarrolla son la historia discursiva, representaciones y configuraciones, espacio-tiempo, luchas sociales y territorialidad, afecciones y corporalidad.
A lo anterior se une su gusto por el arte, así ha colaborado con artistas plásticos como Víctor Argüelles en la exposición “Memorial de la tinta” realizada por la UAM en el 2015 en la que escribió pequeños fragmentos sobre las obras. También colaboró con Alberto Castro Leñero en su exposición “Extrarradio” (2017), invitada por el poeta y filósofo Salvador Gallardo Cabrera; sus textos acompañaron las esculturas Montaña, Puente y Mercado, después el artista publicó su libro homónimo y Ana fue nuevamente incluida.
La escritura de Ana es muy versátil, va de la literatura a la filosofía, en la que podemos encontrar lo mismo una reflexión sobre el Nican Mopohua o una historia del racismo a los indígenas, que una disertación sobre la poesía de José Juan Tablada o la pintura de José Clemente Orozco.
Ana ha colaborado para diferentes diarios y revistas como “Ojarasca” de La Jornada, Tierra Baldía. Revista de Literatura de la Universidad de Aguascalientes, el Círculo de Estudios de Filosofía Mexicana (CEFIME) y Pensares y Quehaceres. Revista de Políticas de la Filosofía entre otros, así como capítulos para libros de Filosofía. También ha participado en varios coloquios y congresos nacionales e internacionales hablando sobre la epistemología indígena y concentrándose en la crítica literaria.

## Publicaciones

### Libros individuales
- Entreverados (2022)
- Espacio-tiempo Mixe (2022)
- Arlequín (2022)
- Tiempos invisibles (2020)
- La discursividad indígena: caminos de la Palabra escrita (2019)
- Matsa’a. Una historia mixe (2018)
- Historias de transición (2017)

### Ensayos académicos
- Contrastes de tiempos inconexos y simultáneos: una lucha a través de las concepciones temporales entre pueblo y Estado. Res Publica. Revista de Historia de las Ideas Políticas 3 (24), Universidad Complutense, 2021: 455-465.
- El registro del espacio-tiempo mixe y su (re)inicio. Devenires. Revista de Filosofía. (Universidad Michoacana, México, 2021)
- Wallmapu: Espacio-Tiempo Mapuche. Cuadernos de Teoría Social (Universidad Diego Portales, Chile, 2020)
- El discurso de la dominación en la discursividad indígena. Sincronía. Revista de Filosofía y Humanidades (UdG, 2020)
- Lenguaje, cuerpo y amor en la poesía indígena latinoamericana (UdG, 2018)
- Un cuerpo que se extiende más allá de sus límites (UNAM, 2018)
- Fundar un mito: Un acercamiento al peronismo según Alain Rouquié (Pensares y Quehaceres, 2018)
- La ciudad y los otros (Pensares y Quehaceres, 2017)
- Preámbulos para una mirada a los afrodescendientes entre los indígenas (Pensares y Quehaceres, 2016)
- La segunda lengua (español) en los indígenas, como mediador entre la educación y el conocimiento (UNAM, 2016)
- El indígena en la historia mexicana del Siglo XIX (Sinfín, 2014)
- Un acercamiento al problema de la construcción de la alteridad india (Tierra Baldía, UAA, 2014).

### Ensayos y artículos literarios
- Calendarios antiguos, signos articulados (2022)
- Un camino sin vía: el trabajo infantil en indígenas migrantes (2022)
- La historia de los pueblos mixes y el corredor interoceánico (2021)
- Escritura destierra (2021)
- Contra el despojo (2019)
- A una lengua de distancia (2016)
- A donde se vaya, un indio emigra (2014)
- El cuerpo en el espacio (2014)
- La fatalidad y otras pasiones: Claudio Frollo (2014)
- El amor y otros monstruos: Quasimodo (2013)

### Cuentos y relatos
- Amicho (SmokeLong. Quarterly, 2023)
- Pluma de agua y fuego (2018)
- Horizonte (2018)
- El hombre del arenal (2016)
- Los Hongos (2016)
- Caminos (2016)
- Khalil (2005)

### Colaboraciones en libros y antologías
- A golpe de linterna: Más de 100 años de cuento mexicano de Liliana Pedroza (Atrasalante, 2020)[27]
- Rostros en la oscuridad: Migrantes (2019)
- Cartografías de nuestras realidades (UNAM-CIALC, 2019)
- Filosofía latinoamericana: ¿Nuevos rumbos del filosofar? (UG, 2018)
- Extrarradio de Alberto Castro Leñero (UAM, 2017)
- El papel de la filosofía latinoamericana en la actualidad (UG, 2016)
- Los 43 Poetas por Ayotzinapa (Independiente, 2015)
- Pensamiento y Voz de Mujeres Indígenas (INALI, 2012)